# Ruth Becker
Ruth Elizabeth Becker Blanchard (Guntur, 28 ottobre 1899 – Santa Barbara, 6 luglio 1990), sopravvissuta al naufragio del Titanic, avvenuto il 15 aprile 1912, è stata fra i superstiti che hanno vissuto più a lungo.

## Biografia
Nacque il 28 ottobre 1899 a Guntur, in India (allora Presidenza di Madras, nel Raj Britannico, ora Andhra Pradesh), dal missionario luterano americano Allen Oliver Becker e da Nellie E. Baumgardner. Un fratello più piccolo, Luther, nacque a Lima, in Ohio, nel marzo 1905 e morì a Guntur poco prima del suo secondo compleanno il 7 febbraio 1907. Nellie diede alla luce nel dicembre 1907 la terzogenita Marion Louise e nel giugno 1910, a Kodaikanal, il quartogenito Richard.
Nei primi mesi del 1912, Richard si ammalò di malaria in India e Nellie decise di trasferirsi con i bambini a Benton Harbor, in Michigan, in cerca di una miglior cura. Allen avrebbe dovuto raggiungere la famiglia l'anno seguente.
Si imbarcarono sulla "City of Benares", della Ellerman Line, diretta da Madras a Londra. 
Il 10 aprile 1912 a Southampton, la tredicenne Ruth, con la madre e i fratelli, salì a bordo del Titanic in seconda classe. Il biglietto, il numero 230136, era costato 39 sterline. Ruth in seguito ricordò che, poco dopo la collisione della nave con l'iceberg, un cameriere di bordo aveva inizialmente detto alla madre: "Abbiamo avuto un piccolo incidente. Lo stanno riparando, poi torneremo in viaggio". Rendendosi conto invece che la nave era gravemente danneggiata, Nellie prese i figli e li portò subito sul ponte del transatlantico. Ruth diede in seguito attestazione del suo ricordo di esser salita, con la madre e i fratelli, per una scala in metallo dal ponte B della passeggiata di seconda classe al ponte A della passeggiata di prima.
Un assistente di bordo sistemò Marion e Richard sulla lancia di salvataggio n. 11, senza però far salire la madre, ritenendo che la barca fosse a pieno carico. Nellie dovette pregare di essere imbarcata con loro, ma senza Ruth, cosicché la madre dovette gridarle di raggiungere un'altra scialuppa. Ruth infine salì a bordo della lancia di salvataggio n. 13, aiutata dal sesto ufficiale di coperta James Paul Moody.
Dopo l'affondamento, Ruth diede la propria coperta a uno dei fuochisti, che per lavorare alle caldaie aveva addosso solo una maglietta senza maniche e dei calzoncini, e stava tremando dal freddo nell'aria notturna.
Nellie e i figli vennero raccolti dalla nave di soccorso Carpathia. Anche se fu difficile ritrovare la madre a bordo della nave, Ruth infine la raggiunse. Arrivarono a New York il 18 aprile e poco dopo il loro arrivo si recarono in treno a Benton Harbor. Allen, terminato il suo lavoro in India, si ricongiunse definitivamente alla famiglia nel 1913.
Ruth frequentò il liceo in Ohio e si laureò a Wooster, poi fu insegnante in una scuola superiore in Kansas. Sposò un ex compagno di classe, Daniel Blanchard, ed ebbe tre figli, di nome Jennie, Richard e Roger Allen. Dopo vent'anni di matrimonio, i due divorziarono e Ruth riprese ad insegnare.
Negli anni successivi al naufragio, Ruth si rifiutò sempre di parlare del Titanic, tanto che neanche i suoi stessi figli, da giovani, sapevano che lei fosse stata a bordo. Solo dopo essersi trasferita a Santa Barbara, California, ormai in pensione, Ruth cominciò a parlare più apertamente di quell'evento e a rilasciare interviste.
Nel 1982 Ruth si iscrisse con altri sopravvissuti alla Titanic Historical Society di Filadelfia, in Pennsylvania, in occasione della commemorazione del settantesimo anniversario del naufragio del Titanic. Avrebbe dovuto partecipare a due convegni, nel 1987 e nel 1988. 
Ruth fece il suo primo viaggio in mare dopo il 1912 nel marzo 1990, per una crociera in Messico.
Nello stesso anno, il 6 luglio, Ruth Becker Blanchard morì, a Santa Barbara, in California, all'età di novant'anni. Venne cremata e il 16 aprile 1994 le sue ceneri furono disperse sul punto esatto dell'oceano Atlantico dove il Titanic era affondato ottantadue anni prima. Frank Goldsmith e il quarto ufficiale di coperta Joseph Boxhall espressero anch'essi il medesimo desiderio.